# یواس‌ای ۱۹۳
یواس‌ای ۱۹۳(به انگلیسی: USA 193)، یا NRO launch 21 (NROL-21 و به طور ساده‌تر L-21), ماهواره شناسایی دولت ایالات متحده آمریکا بود که در ۶ دسامبر ۲۰۰۶ به فضا پرتاب شد. این ماهواره به علت خرابی و امکان ایجاد خطرات زیست محیطی توسط ارتش آمریکا در فضا منفجر شد

## پرتاب
- تاریخ پرتاب: ۱۴ دسامبر ۲۰۰۶ در ساعت ۲۱:۰۰:۰۰ به وقت جهانی[۱]
- وسیله حامل: United Launch Alliance Delta II-7920 راکت[۳]
- محل پرتاب: پایگاه ننظامی وندربرگ, کالیفرنیا، ایلات متحده[۱]
- Launch facility: Space Launch Complex 2[۴]
- تاریخ در مدار قرار گرفتن: اطلاعات رسمی وجود ندارد چون ماهواره از نوع جاسوسی بوده و مدار خود را به سرعت عوض می‌کرده است.[۵] بر اساس گزارش‌های منجمان آماتور (حضیض, اوض, میل):
  - 349 km × 365 km × 58.48° بعد از پرتاب،[۶]
  - 255 km × 268 km × 58.48° در ۱۱ فوریه ۲۰۰۸,[۷]
  - 244 km × 261 km × 58.50° در ۱۹ فوریه ۲۰۰۸.[۸]
  - The orbit was decaying at an increasing rate.

## بد عمل کردن و خراب شدن
در اواخر ژانویه ۲۰۰۸ دولت آمریکا اعلام کرد که این ماهواره خراب شده و ارتباطش با زمین قطع شده‌است. و در ۱۴ فوریه ۲۰۰۸ در فضا منفجر شد

## مواد خطرناک برای محیط زیست
آژانس خطرات زیس‌محیطی گزارش داد که این ماهوراه دارای مواد خطرناک هیدروزین و برلیوم است. اما این ماهوراه هسته با قدرت اتمی نداشت، تماس این مواد با بدن می‌تواند باعث سوزش چشم، بین و گلو، سرگیجه، سردرد، حالت تهوع، تورم دستگاه تنفسی، شک و کما شود.بدین جهت امکان داشت در صورت برخورد با زمین تا چهل نفر(برای مناطق بسیار پرجمعیت) را به قتل برساند ولی احتمال برخورد در صورت یکسان پراکنده بودن انسان‌ها در زمین فقط احتمال آسیب دیدن یک انسان فقط ۳.۵ درصد بود.

## نگارخانه

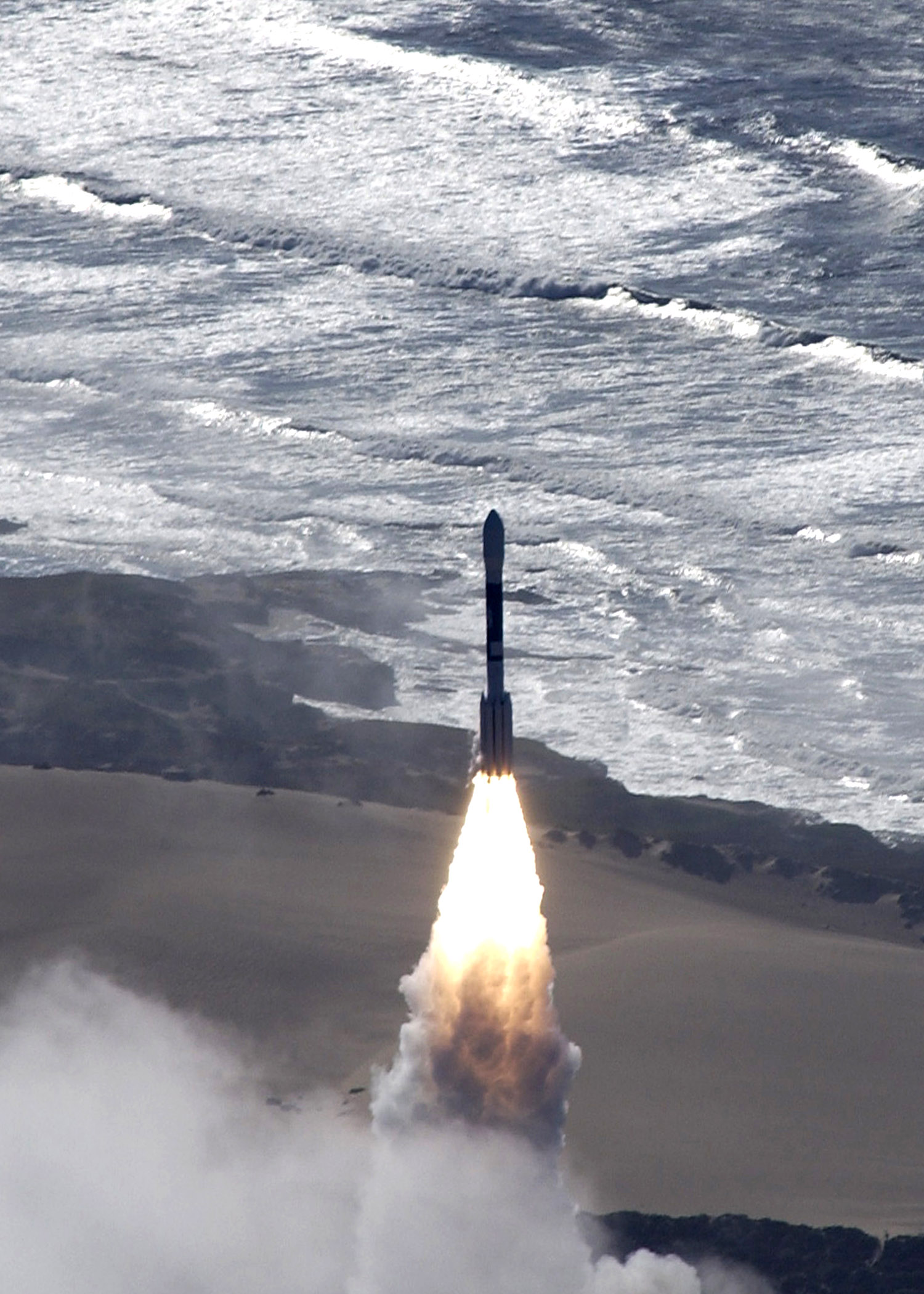
دلتا ۲ launched carrying USA 193, پایگاه نیروی هوایی وندربرگ, کالیفرنیا, USA، دسامبر ۲۰۰۶
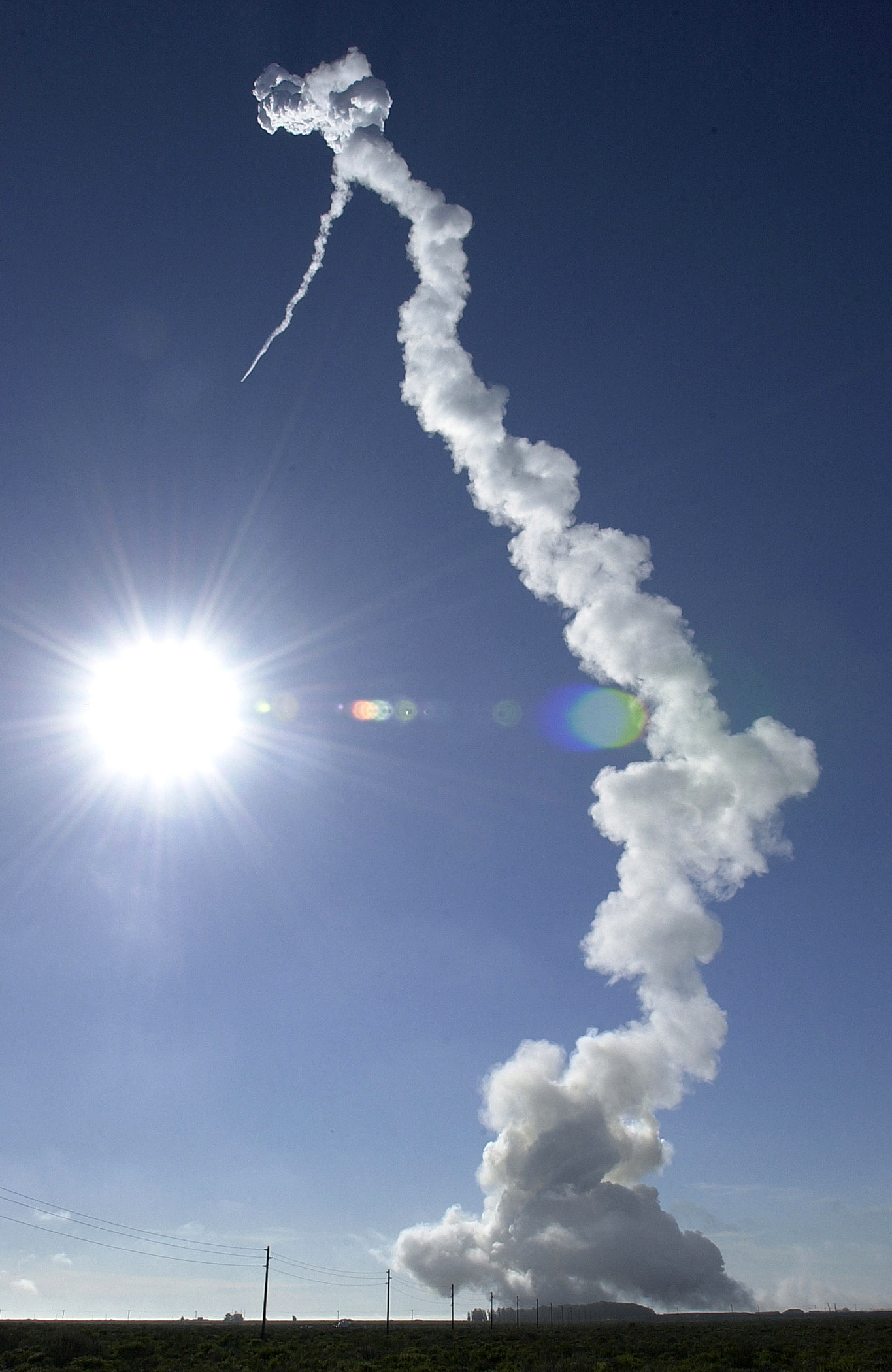
Delta II leaving Vandenberg, December 2006
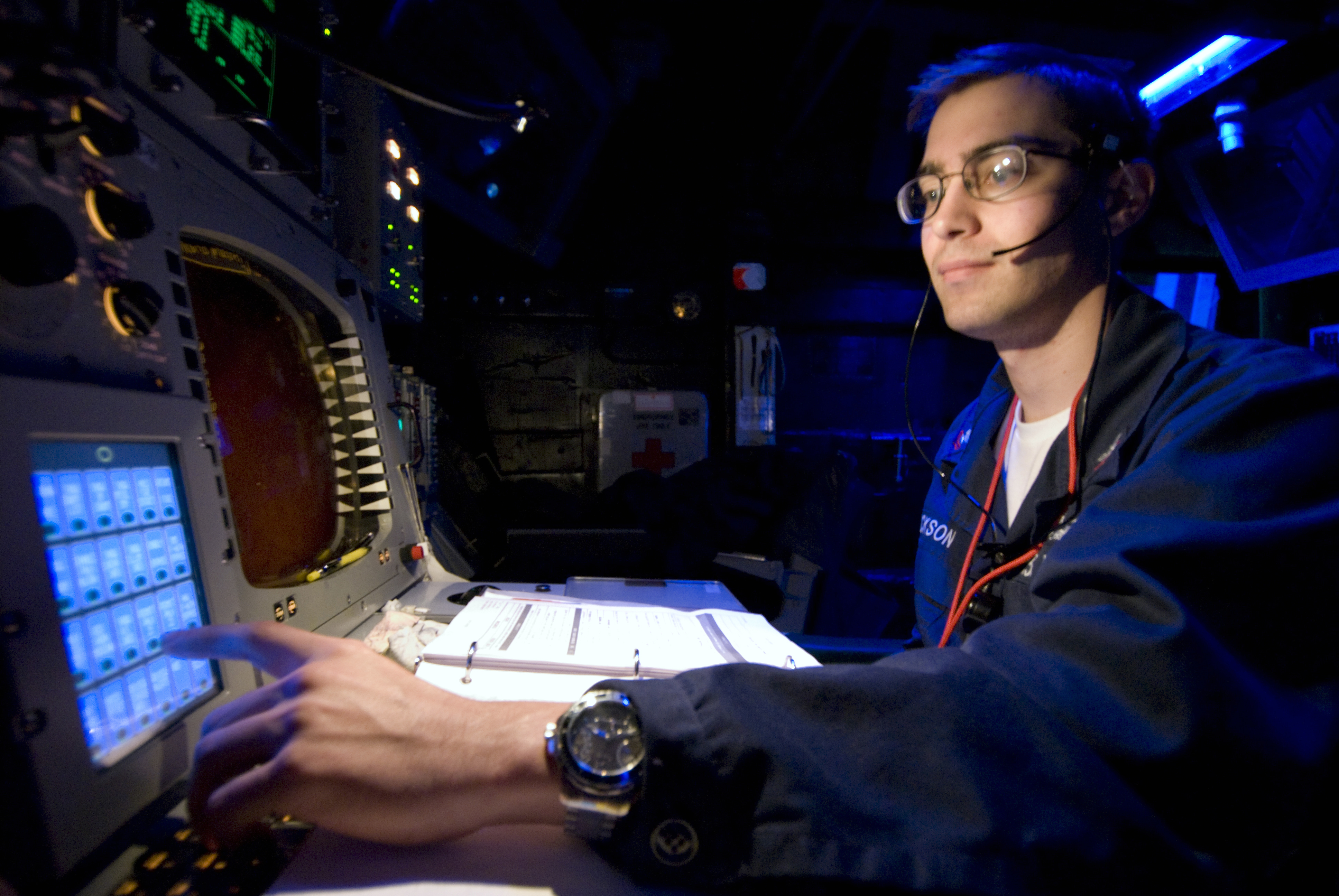
Fire Controlman 2nd Class Andrew Jackson launches the ریم-۱۶۱ استاندارد ۳ that destroyed USA 193, February 20, 2008
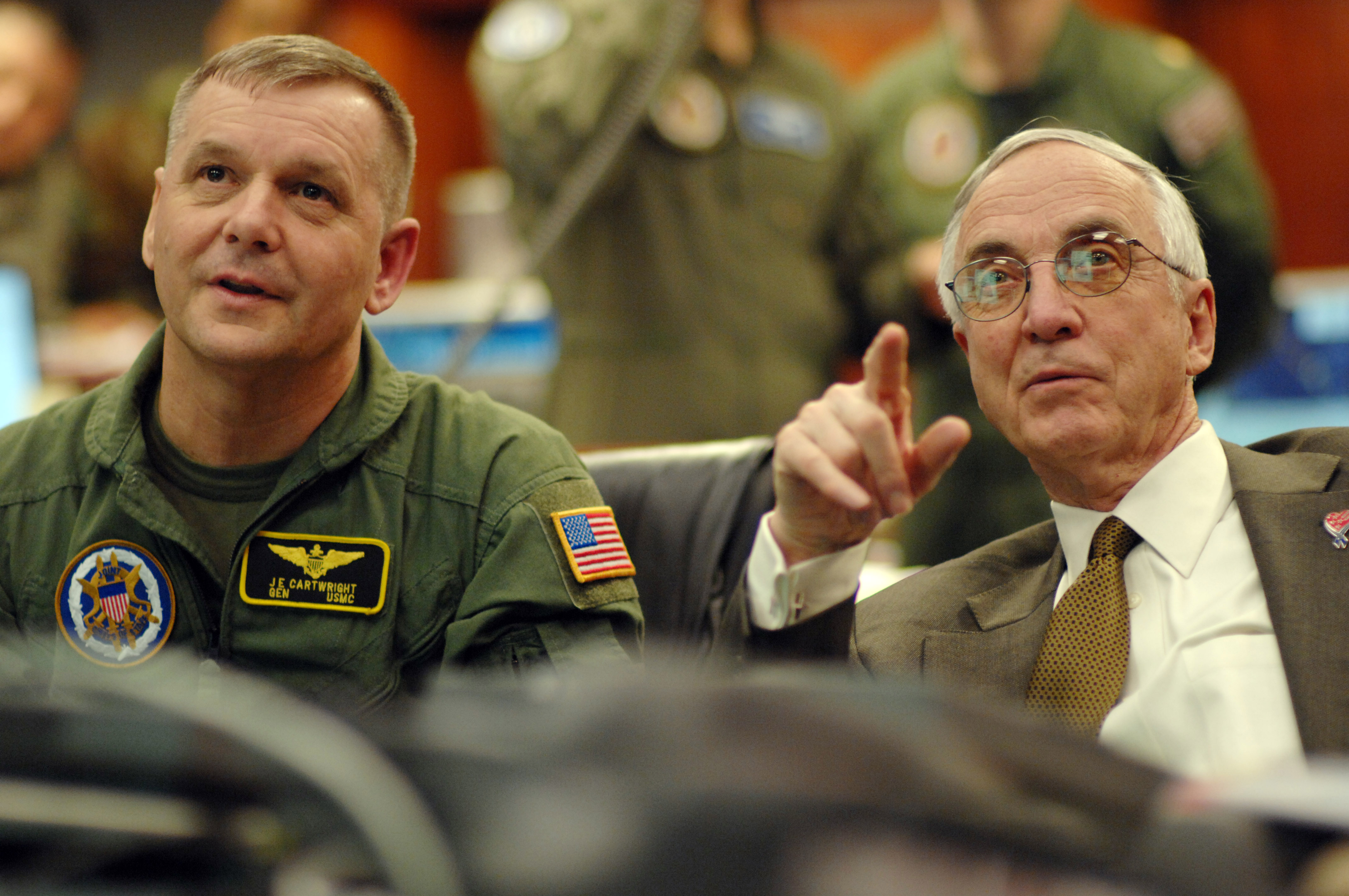
Vice Chairman of the Joint Chiefs of Staff U.S. Marine Gen. جیمز کارترایت (left), and Deputy Defense Secretary Gordon England follow the progress of the Standard Missile-3.